# Paredones kommun
Paredones är en kommun i Chile.   Den ligger i provinsen Provincia de Cardenal Caro och regionen Región de O'Higgins, i den södra delen av landet, 180 km sydväst om huvudstaden Santiago de Chile.
Trakten runt Paredones består i huvudsak av gräsmarker. Runt Paredones är det glesbefolkat, med 12 invånare per kvadratkilometer.